# Juka Shintō
Le Juka Shintō (儒家神道) ou Shintō confucianiste est une forme du Shintō qui prend appuis sur des éléments du confucianisme pour analyser et expliquer sa doctrine. Il émerge dès le début de l'époque d'Edo.
Contrairement au Suika shintō de Yamazaki Ansai (1619-1682) qui fait une synthèse de ces deux écoles de pensée, le Juka Shintō est essentiellement Shintō.

## Sources
- « 141. Juka shintō », Dictionnaire historique du Japon, no 10 (J),‎ 1984, p. 73-74 (lire en ligne, consulté le 17 juillet 2025).